# مقاطعة وان تشاي

موقع مقاطعة وان تشاي في هونغ كونغ.

مقاطعة وان تشاي (بالصينية: 灣仔區) هي واحدة من 18 منطقة إدارية في هونغ كونغ، وتقع في شمال جزيرة هونغ كونغ. بلغ عدد سكانها 290.240 نسمة في عام 2001.يحتوي الحي على ثاني أكبر نسبة من السكان المتعلمين، وأعلى السكان لمتوسط الدخل، وثاني أقل عدد للسكان، وثالث أكبر نسبة للسكان عمرا في هونغ كونغ.من المناطق الثرية مع وجود واحد من كل خمسة أشخاص له من الأصول الجارية ما يزيد على 1 مليون دولار هونغ كونغ.

## وصلات خارجية
- مجلس حي وان تشاي